# Rune Glifberg

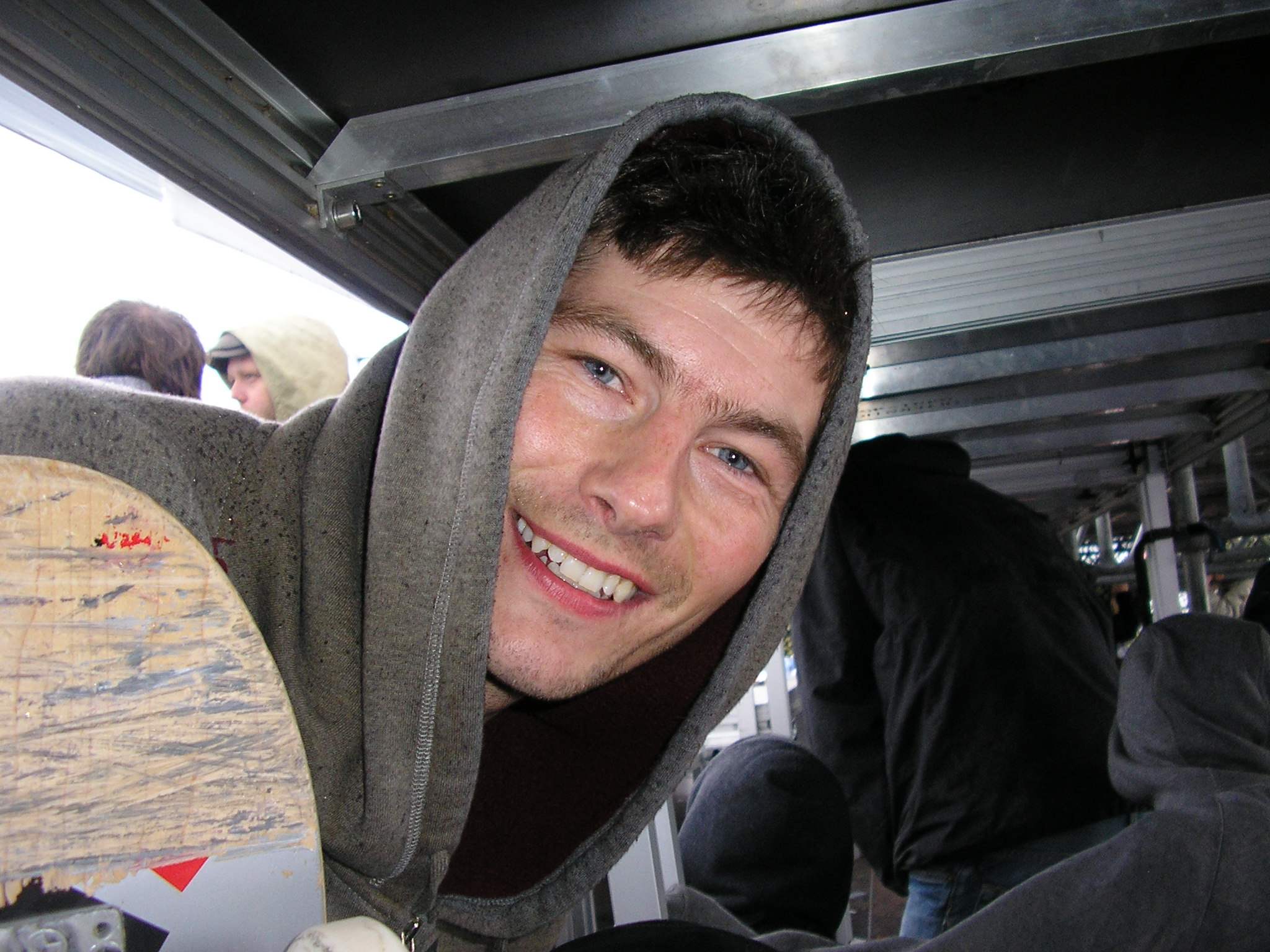
Glifberg beim Quicksilver Bowlriders in Malmö, Schweden (2006)

Rune Glifberg (* 7. Oktober 1974 in Kopenhagen) ist ein dänischer Profi-Skateboarder.

## Werdegang
Glifberg begann mit 11 Jahren Skateboard zu fahren, als ein Freund ihm eines schenkte. In den frühen 1990er-Jahren schloss er sich dem Team von Flip Skateboards an und verließ wenig später zusammen mit Tom Penny, Geoff Rowley und Andy Scott Europa, um in die Vereinigten Staaten zu ziehen. Ihm gelang der Anschluss an die dortige Profi-Szene, und er wurde zu einem anerkannten Vert-Skater. 1996 war sein erster großer Erfolg, als er bei dem Pro Contest Slam City Jam Gold erzielte. Bei den X-Games trat er 20 Jahre in Folge an und erlangte dabei 12 Medaillen, darunter zwei Mal Gold. Mit 46 Jahren trat er bei den olympischen Sommerspielen 2020 in der erstmals stattfindenden Disziplin Skateboard Park an und erzielte den 19. Platz. Somit war er der älteste Erstteilnehmer an den Olympischen Spielen jemals. Glifberg ist zudem ein spielbarer Charakter in der Videospielreihe Tony Hawk’s.

## Wettbewerbserfolge
- 1996: 1. Platz beim Slam City Jam: Kategorie Vert
- 1998: 1. Platz beim Slam City Jam: Kategorie Vert
- 2002: 3. Platz bei den X Games: Kategorie Vert-Doppel (mit Mike Crum)
- 2002: 1. Platz bei den Scandinavian Open: Kategorie Vert
- 2003: 3. Platz bei den X Games: Kategorie Vert
- 2003: 2. Platz bei den X Games: Kategorie Vert-Doppel
- 2003: 1. Platz bei den Scandinavian Open: Kategorie Vert
- 2003: 1. Platz beim European Open: Kategorie Vert
- 2004: 1. Platz bei den Gravity Games: Kategorie Vert
- 2005: 1. Platz beim Pro-Tec Pool Party
- 2006: 1. Platz beim Quiksilver Bowlriders (Schweden)
- 2006: 2. Platz beim 2006 Pro-Tec Pool Party
- 2006: 2. Platz beim WCSK8 World Bowl Rankings (Wcsk8)
- 2006: 1. Platz beim Oregon Trifecta Lincoln City, Oregon Bowl
- 2006: 2. Platz beim Oregon Trifecta West Linn, Oregon Bowl
- 2006: 1. Platz beim Mystic Sk8 Cup: Vert
- 2006: 2. Platz beim VR Etnies Mens Bowl
- 2006: 1. Platz beim Dessert Dog Bowl Bash
- 2006: 3. Platz beim Dessert Dog Park Slalom
- 2006: 1. Platz beim Northshore Bowl Jam